# Émile Hamonic
Pour les articles homonymes, voir Hamonic.
Émile Hamonic est un éditeur d'art, peintre et photographe français, né le 26 août 1861 à Moncontour (Côtes-du-Nord) et mort le 24 juillet 1943 à Saint-Brieuc.
Ayant commencé son activité d'éditeur de cartes postales illustrées à Saint-Brieuc dès 1893, il est l'un des tout premiers grands éditeurs de ce genre de production. Il était, par ailleurs, un régionaliste engagé pour la Bretagne, en particulier, à l'Union régionaliste bretonne.

## Vie
Aîné de neuf enfants, Émile Hamonic naît dans une famille de Moncontour, au Sud de saint-Brieuc, qui exploite une quincaillerie et qui achète et revend des meubles anciens. Ses parents l’emmènent dans leurs tournées faites dans la campagne environnante et il devient un amateur passionné du tout nouveau vélocipède.

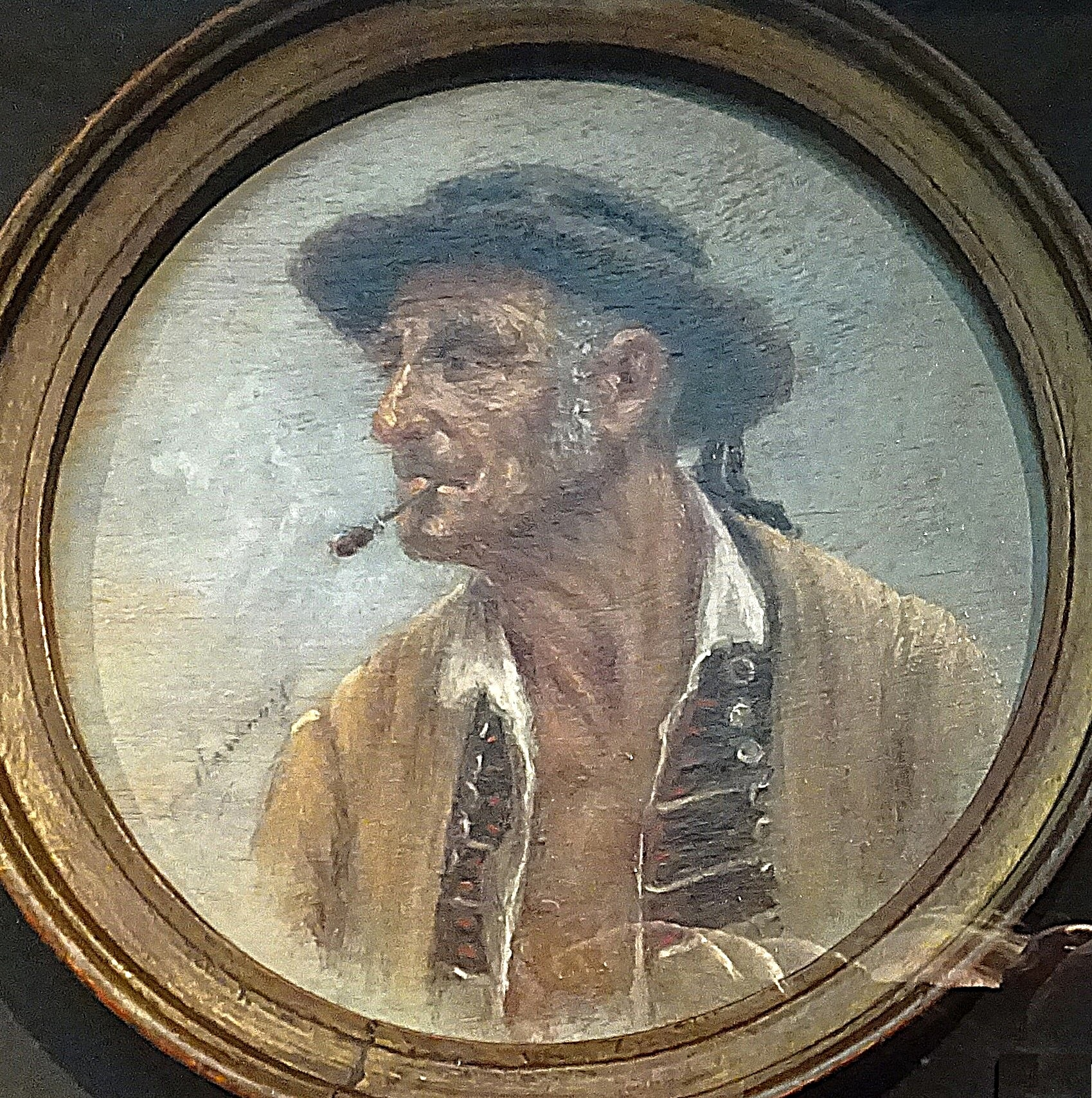
Émile Hamonic ː Un gars du Faouët (Morbihan) (huile sur contreplaqué, avant 1925, musée du Faouët).

Il pratique avec talent différentes discipline artistiques, dont le dessin, la peinture, la sculpture sur bois, ainsi que la musique (flûte et violoncelle).
Il entre comme apprenti chez un photographe de Dinard, puis après son service militaire, il s’établit comme photographe professionnel à Moncontour, puis à Saint-Brieuc.
Il est l'un des premiers à pressentir le développement de la carte postale illustrée en France. qui offre un débouché pour les photographes et les peintres comme lui et, pionnier en Bretagne, il fonde les Éditions d'art Hamonic à Saint-Brieuc. Son entreprise connaît un très grand succès et exploite les images de la Bretagne à des fins touristiques en adaptant les sujets au public d'estivants visé. Les cartes postales sont signées Hamonic ou plus rarement E. H.

Logo des éditions de cartes postales d'Émile Hamonic

Il s'associe particulièrement avec Théodore Botrel pour reproduire sur ses cartes des textes du chansonnier très populaire en Bretagne et à Montmartre.
Il introduit le breton sur les cartes postales et fait imprimer Karten-Bost pour Carte postale sur une fraction d’entre elles.
De 1906 à 1909, il édite les photos de Jean-Marie Le Doaré et les cartes sont alors signées Hamonic, cliché Le Doaré. Celui-ci, photographe professionnel déjà installé, ouvrira à Châteaulin, une maison d’éditions de cartes postales illustrées tout aussi florissante.
En 1922, atteint par la maladie, il se retire et remet son entreprise à son fils Amaury, qui signe ses cartes postales Amaury jusqu'à la cessation de son activité en 1951..
Il est l'un des premiers membres de l'Union régionaliste bretonne, créée en 1898, et suit l'actualité bretonne en encourageant les nouvelles publications régionalistes.
En juillet 1906, il est l'un des organisateurs avec Louis-Octave Aubert, des fêtes historiques et panceltiques financées par sa ville. Il est barde d'honneur du Gorsedd de Bretagne.